# 司徒劍僑
司徒劍僑（1965年6月3日—），香港漫畫家，喜歡日本漫畫，最愛機動戰士，亦崇拜日本漫畫家安彥良和、士郎正宗及美樹本晴彥，漫畫作品多改編電影、小說及電子遊戲，畫風揉合日本漫畫及香港漫畫兩種風格，擅長繪畫女性，九十年代起香港漫畫代表之一。
1993年香港書展，司徒劍橋推出作品《超神Z》序章，因搶購人潮擠擁撞破售票處玻璃事件而聲名大噪。司徒劍僑曾先後加入鄺氏出版社、自由人出版、玉皇朝集團及大渡出版有限公司，在天下出版時期亦曾參與有關日本漫畫事務。曾自組公司成立鐳晨出版有限公司，作品《天人》及《拳皇系列》相當受歡迎。在一漫年出版有限公司時期亦曾出版較受注目的個人作品，包括《幻城》、《九龍城寨》、《溫瑞安群俠傳》等。
2011年9月，由司徒劍僑創作改編的漫畫版《幻城》成功引進中國大陸，成為史上第一部中港同步連載的香港漫畫作品。
2022年司徒劍僑參與了第一屆「港漫動力-香港漫畫支援計劃」，以及近年每屆香港動漫電玩節都有展出最新的漫畫作品，2024年過億票房賣座電影《九龍城寨之圍城》開拍時，司徒劍橋亦參與協助構思製作。

## 漫畫作品
2025年
- 《超兵器Z》2 鉛墨繪

2024年
- 《超兵器Z》序章 鉛墨繪

2022年
- 《超音鳳凰》 精裝本全1期 鉛墨繪

2015年
- 《波動拳Z》 共15期 大渡出版有限公司
- 《神兵鬥者》 共4期 大渡出版有限公司

2014年
- 《一零八Fighters》 共21期 大渡出版有限公司

2013年
- 《拳道》 共12期  一漫年出版有限公司
- 《新著四大名捕》 共8期 一漫年出版有限公司

2012年
- 《溫瑞安群俠傳2》 共43期 一漫年出版有限公司

2011年
- 《九龍城寨2》 共100期：前作《九龍城寨 (漫畫)》的正式續篇，由一漫年出版有限公司出版發行。
- 《幻城》 共16期 一漫年出版有限公司

2010年
- 《九龍城寨》 共32期：余詠良（余兒）原作的香港漫畫，一漫年出版有限公司出版發行。講述香港八十年代的黑社會。

2009年
- 《溫瑞安群俠傳》 共93期 一漫年出版有限公司

2008年
- 《神之領域》 共37期 一漫年出版有限公司

2006年
- 《太極Z》 共60期 玉皇朝出版有限公司

2005年
- 《白髮鬼》 共2期 玉皇朝出版有限公司
- 《少年名捕》 精裝本全1期 玉皇朝出版有限公司

2003年
- 《臥虎藏龍II》 共5期 鐳晨出版有限公司
- 《四大名捕》 共372期 玉皇朝出版有限公司

2002年
- 《臥虎藏龍》 精裝本共7期 鐳晨出版有限公司

2001年
- 《拳皇R》 共8期 鐳晨出版有限公司
- 《紅魔鬼》 共9期 鐳晨出版有限公司
- 《八仙道》 共124期 鐳晨出版有限公司

2000年
- 《拳皇2000 OX篇》 共14期 鐳晨出版有限公司
- 《拳皇2000》 共40期 鐳晨出版有限公司
- 《拳皇Z》 共45期 鐳晨出版有限公司
- 《天人Ⅱ》共21期 鐳晨出版有限公司

1999年
- 《天人》（1999年6月30日）共27期 鐳晨出版有限公司

1998年
- 《六道天書》 共50期 自由人出版社

1995年
- 《超魔危機》 共7期 自由人出版社

1992年
- 《超神Z》 共11期 自由人出版社

1990年
- 《賭聖傳奇》 共158期 自由人出版社

1989年
- 《殺劍》 共39期 自由人出版社
- 《妖魔鬼怪》 金剛出版社
- 《淚人形》(短篇) 天下出版社

1988年
- 《紅少女赤煞》(短篇) 小威出版社

1987年
- 《鬼書皇》 鄺氏出版社
- 《八仙伏妖》(短篇) 鄺氏出版社
- 《貓瞳》(短篇) 鄺氏出版社
- 《血指環》(短篇) 鄺氏出版社
- 《死亡的呼喚》(短篇) 鄺氏出版社

1986年
- 《麗人》 玉郎機構有限公司
- 《小姐》 玉郎機構有限公司
- 《跳駒》(短篇) 玉郎機構有限公司
- 《是個秘密》 玉郎機構有限公司
- 《戀愛你好嗎》(短篇) 玉郎機構有限公司

1984年
- 《幻影迷離》 共6期 斯晨文化企業公司
- 《戰神》 共3期 斯晨文化企業公司
- 《萍踪俠影錄》 共2期 斯晨文化企業公司

## 個人畫集
- 《司徒劍僑 Z畫集 Cyber Weapon Z Illustration Extreme》- 2022年
- 《九龍城寨 漫畫十年特刊》- 2020年
- 《司徒劍僑畫集 35th Anniversary - friends》- 2019年
- 《溫瑞安群俠傳 限量創刊畫集紀念版》2012年
- 《司徒劍僑畫集2011》- 2011年
- 《How to Art 司徒劍僑繪畫技法特刊》- 非賣品，《八仙道》#3附刊 2001年
- 《八仙道創刋號限定版資料設定集》- 非賣品，《八仙道》#3附刊 2001年
- 《司徒劍僑畫集Cross The Time》- 1992年
- 《司徒劍僑 創作Z畫集 Impossible》
- 《司徒劍僑畫集 RESTART》
- 《司徒劍橋 八仙道封面畫集》
- 《拳皇 The Illustration Of The King Of Fighters Zillion》

## 曾獲獎項
- 2014年憑《九龍城寨 City of Darkness》榮獲被誉为国际漫画界「诺贝尔」的日本國際漫畫赏「Bronze Award（銅獎）」（从256件参赛作品中，选出1个 Gold Award，3个 Silver Award，11个 Bronze Award）。[9]歷屆在日本國際漫畫赏獲獎的香港漫畫家包括有 Gold Award：李志清、劉雲傑； Silver Award：欧启斯（KAI）、黎達達榮；Bronze Award：Joey Hanma、司徒劍僑、戴慶賢、鄭健和、馮志明、麥天傑。[10]

- 2016年1月30日，位於尖沙咀九龍公園的「香港漫畫星光大道」第二期開幕，其漫畫《九龍城寨》主角陳洛軍被獲選為30個香港漫畫經典角色之一，1.8米高的彩繪雕塑屹立在香港九龍公園內，其Q版雕塑亦於2016年4月29日座落灣仔金紫荊廣場旁的「香港動漫海濱樂園」內，供市民和遊客參觀拍照。[11]

## 相關人物
- 杜比
- 溫瑞安
- 貓十字
- 洪永仁
- 余兒
- 黃玉郎